# Arianna Garibotti
Arianna Garibotti (* 9. Dezember 1989 in Genua) ist eine ehemalige italienische Wasserballspielerin. Sie war Olympiazweite 2016, Weltmeisterschaftsdritte 2015 sowie Europameisterschaftszweite 2006 und Europameisterschaftsdritte 2016.

## Sportliche Karriere
Arianna Garibotti gehörte mit Unterbrechungen von 2006 bis 2021 zur italienischen Nationalmannschaft. Ihre erste internationale Medaille erhielt sie bei der Europameisterschaft 2006 in Belgrad. Die Italienerinnen gewannen ihre Vorrundengruppe und siegten im Halbfinale mit 15:10 gegen die Spanierinnen. Im Endspiel unterlagen sie den Russinnen mit 10:12. 2009 bei der Weltmeisterschaft in Rom unterlagen die Italienerinnen im Achtelfinale den Griechinnen mit 9:10 und belegten am Ende den neunten Platz. Garibotti erzielte im Lauf des Turniers sechs Tore.
2013 unterlagen die Italienerinnen bei der Weltmeisterschaft in Barcelona im Achtelfinale der griechischen Mannschaft nach Penaltyschießen. Garibotto, die bis dahin sechs Turniertore geworfen hatte, vergab ihren Penalty. Im Jahr darauf bei der Europameisterschaft 2014 in Budapest unterlagen die Italienerinnen im Halbfinale den Niederländerinnen nach Penaltyschießen. Im Spiel um den dritten Platz unterlagen die Italienerinnen den Ungarinnen mit 9:10. Garobotti steuerte insgesamt sieben Treffer bei. Bei der Weltmeisterschaft 2015 in Kasan gewannen die Italienerinnen im Viertelfinale mit 9:6 gegen die Griechinnen. Nach einer Halbfinalniederlage gegen die Niederländerinnen im Penaltyschießen trafen die Italienerinnen im Spiel um den dritten Platz auf die Australierinnen und siegten nach Penaltyschießen. Garibotti verwandelte den letzten und entscheidenden Penalty.
Anfang 2016 fand in Belgrad die Europameisterschaft statt. Die Italienerinnen unterlagen im Halbfinale den Ungarinnen, gewannen aber das Spiel um den dritten Platz mit 10:9 gegen die Spanierinnen. Bei den Olympischen Spielen 2016 in Rio de Janeiro gewannen die Italienerinnen ihre Vorrundengruppe, wobei Garibotti 5 der 27 Tore warf. Beim Viertelfinalsieg gegen die Chinesinnen steuerte Garibotti zwei Treffer bei. Im Halbfinale beim 12:9 gegen die Russinnen warf sie fünf Tore. Im Finale siegte das Team aus den Vereinigten Staaten mit 12:5. 2017 bei der Weltmeisterschaft in Budapest unterlagen die Italienerinnen im Viertelfinale den Russinnen und belegten letztlich den sechsten Platz. 2018 gewann Garibotti mit dem italienischen Team die Silbermedaille bei den Mittelmeerspielen in Tarragona. Kurz darauf fand in Barcelona die Europameisterschaft 2018 statt. Die Italienerinnen unterlagen im Viertelfinale den Ungarinnen und belegten in den Platzierungsspielen den sechsten Platz. Garibotti warf in acht Spielen insgesamt 21 Tore. 2019 bei der Weltmeisterschaft in Gwangju verloren die Italienerinnen erneut das Viertelfinale gegen die Ungarinnen und erreichten wieder den sechsten Platz.
Im Verein spielte Garibotti einen großen Teil ihrer Karriere bei Associazione Sportiva Orizzonte Catania. Mit diesem Verein gewann sie insgesamt fünf italienische Meistertitel.